# Půdní profil

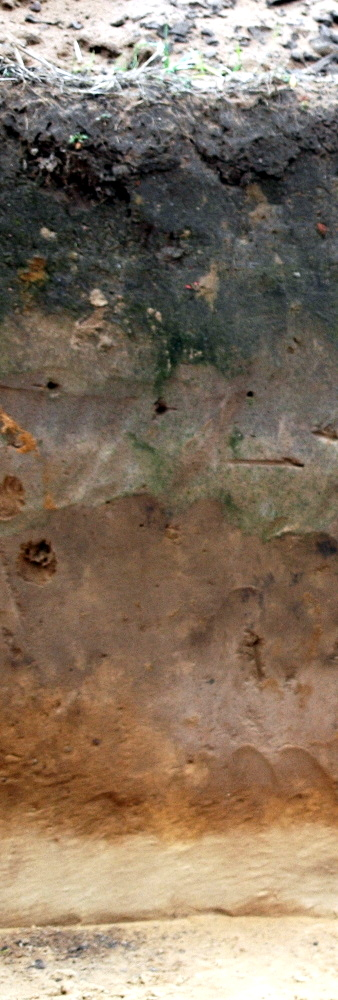
Půdní profil

Půdní profil je vertikální průřez půdou od povrchu až po nezvětralý horninový podklad. Zkoumání půdního profilu se provádí výkopem sondy. Z půdního profilu se dají vyčíst půdní horizonty, kategorie půdy a částečně i chemizmus půdy. Nachází se do 120–150 cm pod povrchem.